# Frouard
Frouard é uma comuna francesa na região administrativa do Grande Leste, no departamento de Meurthe-et-Moselle. Estende-se por uma área de 13.38 km², e possui 6.566 habitantes, segundo o censo de 2018, com uma densidade de 490 hab/km².